# Citalopram
A citalopram egy biciklusos izobenzofurán származék, racém keverék, ahol az egyik enantiomer (az S-forma) hatékony farmakológiailag, kémiailag nem rokon sem a triciklusos, sem a tetraciklusos antidepresszánsokkal, illetve egyéb más elérhető antidepresszánsokkal. A citalopram a jelenlegi ismereteink szerint a legszelektívebb SSRI gyógyszer, amely erős és szelektív gátló hatással van az 5-hidroxitriptamin (5-HT, szerotonin) felvételére.

## Hatásmechanizmus és farmakodinámiás hatások
Javítja a szerotonerg neurotransmissziót, elsődleges hatása a neuronokon történő szerotonin felvételének a specifikus gátlásával kapcsolatos. A citalopram demetilációval, deaminációval és oxidációval aktív és inaktív metabolitokra bomlik a szervezetben. A metabolitok (demetilcitalopram, di-demetilcitalopram és egy deaminált propionsav származék) valamennyien rendelkeznek SSRI hatással, de ez jóval gyengébb mint az anyavegyület esetében. A demetilcitalopram és a di-demetilcitalopram kisebb lipofilitással rendelkezik mint a citalopram, következésképpen ezeknek a metabolitoknak az agyi koncentrációja alacsonyabb mint az anyavegyületé.
Tartós kezelés alatt sem fordul elő tolerancia a citalopramnak az 5-HT felvételre gyakorolt gátló hatása iránt.A citalopram nem, vagy nagyon alacsony affinitással rendelkezik az 5-HT1A, 5-HT2, DAD1 és D2 receptorokhoz, valamint az 1-, 2-, -adrenerg, a hisztamin H1, a muszkarinerg kolinerg, a benzodiazepin, a gamma-aminovajsav és az opiát receptorokhoz. Ez a hiányzó receptorhatás magyarázhatja, hogy sem a citalopramnak, sem metabolitjainak nincs antidopaminerg, antiszerotonerg, antihisztaminerg vagy antikolinerg hatása, ezért okoz kevesebb olyan szokványos mellékhatást, mint a szájszárazság, hólyag- és bélműködési zavarok, homályos látás, szedáció, cardiotoxicitás és ortosztatikus hypotensio. A citalopram potencírozza az opiát analgetikumok fájdalomcsillapító hatását, bár saját maga nem rendelkezik direkt fájdalomcsillapító hatással. A citalopram csökkenti a REM alvási fázist és növeli a mély alvási fázisban való tartózkodási időt. A klinikai gyakorlatban a citalopram egy hatékony antidepresszívum, aminek kevesebb mellékhatása van mint az egyéb antidepresszívumoknak, az antikolinerg- és a cardiális mellékhatások pedig jóval ritkábbak. Ez különösen előnyös olyan betegek esetében akiknek valamilyen fennálló cardiovasculáris betegsége van, idősek esetén akik nehezen tolerálják az antikolinerg mellékhatásokat, és a depresszió ambuláns kezelésekor amikor a szedatív mellékhatás nemkívánatos. Citaloprammal illetve klomipraminnal kezelt betegek esetében az előbbieknél nem volt változás a vérnyomás, a szívritmus és az ortosztatikus hypotónia tekintetében. A vérnyomás és pulzus fő értékeiben nem volt változás és nem volt kimutatható EKG abnormalitás, még a várttól magasabb plazmakoncentráció esetében sem. A citalopram szedatív hatása gyengébb mint a triciklusos antidepresszívumoké. Bár a citalopram nem gátolja a norepinefrin és dopamin reuptake-et állatokban és in vitro kísérletekben, depressziós betegekben csökkenti a norepinefrin, a dopamin végmetabolitjai és a homovanillinsav cerebrospinális folyadékszintjét, ezért indirekt hatása lehet ezekre a neurotranszmitter rendszerekre. A citalopram neuroendokrin hatásai emberek esetében nem megalapozottak. A citalopram egyéb SSRI szerekhez hasonlóan növelheti a plazma prolaktin szintet, ami egy másodlagos hatása a szerotonin prolaktin-stimuláló szerepének és nem bír klinikai jelentőséggel. Érdekesség, hogy a citalopram patkánykísérletekben csökkentette az alkoholfelvételt és az eddigi humán vizsgálatok is azt mutatták, hogy az alkoholizmus kezdeti fázisában csökkentette az alkoholfogyasztást.

## Adagolás
Az első héten az ajánlott kezdő adag napi 10 mg, a betegek többsége a továbbiakban 20 mg/nap fenntartó adagra reagál megfelelően.
A kezelés megkezdése után az antidepresszív hatás csak 2-3 hét után alakul ki.

## Lehetséges mellékhatások
Gyakori mellékhatásokaluszékonyság, álmatlanság, nyugtalanság, fáradékonyság, fejfájás, szédülés, hányinger, emésztési zavarok, székrekedés, hasmenés, fokozott verejtékezés, látászavarok, szájszárazság, szívdobogás, szexuális diszfunkció. Egyes esetekben a szexuális mellékhatások fennmaradhatnak az SSRI kezelést követően is (PSSD: Post-SSRI Sexual Dysfunction).
Ritkán előforduló mellékhatásokköhögés, allergiás bőrreakciók, potenciazavarok, emelkedett májenzim értékek, fényérzékenység.

## Új kutatás
A Washington University School of Medicine és a University of Pennsylvania közös kutatása szerint a citalopram lassíthatja az Alzheimer-kór lefolyását.

## Készítmények
- Celexa
- Cipralex
- Citalon
- Citalopram-ratiopharm
- Citapram
- Dalsan
- Lexapro
- Scippa
- Seropram
- Serotor
- Zyloram
- Citalopram-Teva 20 mg
- Citagen